# Vorniceni (Botoșani)
Vorniceni est une commune du județ de Botoșani en Roumanie.